# 出神入化3
《出神入化3》（英語：Now You See Me: Now You Don't）是一部2025年美國搶劫驚悚片，2016年電影《出神入化2》的續集，《出神入化系列》的第三部作品，由魯賓·弗來舍執導，艾瑞克·華倫·辛格、賽斯·葛雷恩·史密斯和麥可·萊斯利共同編劇，主演包括傑西·艾森柏格、伍迪·哈里遜、戴夫·法蘭科、艾拉·費雪、雅瑞安娜·葛林布雷、賈斯特·史密斯、多明尼克·塞薩、裴淳華以及摩根·費里曼。
《出神入化3》由獅門娛樂排定2025年11月14日於美國上映。

## 演員
| 演員              | 角色                     | 備註                                                             |
| ----------------- | ------------------------ | ---------------------------------------------------------------- |
| 傑西·艾森柏格     | J·丹尼爾·「丹尼」·亞特斯 | 四騎士領導者，個性有些自大、操縱狂，擅長幻術的街頭魔術師。       |
| 伍迪·哈里遜       | 梅利·麥金尼              | 四騎士之一，天眼成員，擅長催眠、讀心術。                         |
| 戴夫·法蘭科       | 傑克·懷德                | 四騎士之一，天眼成員，擅長解鎖、模仿他人聲音的街頭魔術師和扒手。 |
| 艾拉·費雪         | 海妮·李維                | 四騎士之一，天眼成員，擅長逃脫術的舞台魔術師。                   |
| 摩根·費里曼       | 賽迪斯·布拉德利          | 前魔術師，天眼成員，如今靠著破解魔術致富。                       |
| 賈斯特·史密斯     | 查理                     |                                                                  |
| 多明尼克·塞薩     | 博斯克                   |                                                                  |
| 雅瑞安娜·葛林布雷 | 瓊                       |                                                                  |
| 羅莎蒙·派克       | 維若妮卡                 |                                                                  |

## 製作
2015年5月，獅門娛樂執行長喬恩·菲爾特海默（Jon Feltheimer）宣布，他們已開始規劃《出神入化2》的續集。2016年12月，宣布朱浩偉回歸執導，劇本由尼爾·威德納（Neile Widener）和蓋文·詹姆斯（Gavin James）共同撰寫。2017年3月，據報導班奈狄克·康柏拜區將參與演出。2020年4月，獅門透露艾瑞克·華倫·辛格將編寫劇本。2022年9月，魯賓·弗來舍簽約執導，而賽斯·葛雷恩·史密斯取代辛格擔任編劇。2024年4月，確認傑西·艾森柏格、馬克·盧法洛、伍迪·哈里遜、戴夫·法蘭科、艾拉·費雪、麗茲·凱普蘭、丹尼爾·雷德克里夫以及摩根·費里曼回歸飾演各自的角色，而雅瑞安娜·葛林布雷、多明尼克·塞薩和賈斯特·史密斯參與演出。該片由辛格、史密斯和麥可·萊斯利共同編寫最終劇本，鮑比·科恩和艾力克斯·寇茲曼製片。2024年5月，裴淳華和塔邦·莫拉巴參與演出。

### 拍攝
電影於2024年7月在布達佩斯展開主體拍攝，喬治·里奇蒙德擔任攝影師；8月28日至9月1日在安特衛普拍攝，並於11月18日殺青。

## 發行
《出神入化3》由獅門娛樂排定2025年11月14日於美國上映。

## 外部連結
- 互联网电影数据库（IMDb）上《出神入化3》的资料（英文）